# Witthau
Witthau ist ein Ortsteil von Langenau im Alb-Donau-Kreis in Baden-Württemberg.
Der Weiler, der zum Stadtteil Hörvelsingen gehört, liegt circa drei Kilometer südwestlich von Albeck.

## Geschichte
Witthau wurde im Jahr 1312 als „Withowe“ erstmals urkundlich erwähnt.  Zu der Zeit gehörte der Ort zur Herrschaft Albeck. Im 14. Jahrhundert verkauften die Grafen von Werdenberg die Herrschaft an die Reichsstadt Ulm.
Als Anfang des 19. Jahrhunderts die Habsburger schwere Niederlagen durch die Franzosen erleiden mussten, kam Witthau 1803, im Zuge der Mediatisierung, zunächst an das Kurfürstentum Bayern und durch den Grenzvertrag zwischen Bayern und Württemberg 1810 an das Königreich Württemberg, wo es dem Oberamt Ulm unterstellt wurde.
Am 29. Februar 1972 wurde Witthau, zusammen mit Hörvelsingen, in die Stadt Langenau eingegliedert.

## Wirtschaft
Der Ort besteht hauptsächlich aus landwirtschaftlichen Betrieben und ist als Ort mit „Eigenentwicklung“ ausgewiesen, damit der dörfliche Charakter erhalten bleibt. 